# Chiesa di Sant'Agata (Mori)
La chiesa di Sant'Agata è un'antica chiesa situata in località Corniano, nel comune di Mori, in provincia di Trento; fa parte dell'arcidiocesi di Trento, ed è sussidiaria alla parrocchiale di Sant'Antonio di Manzano.

## Storia

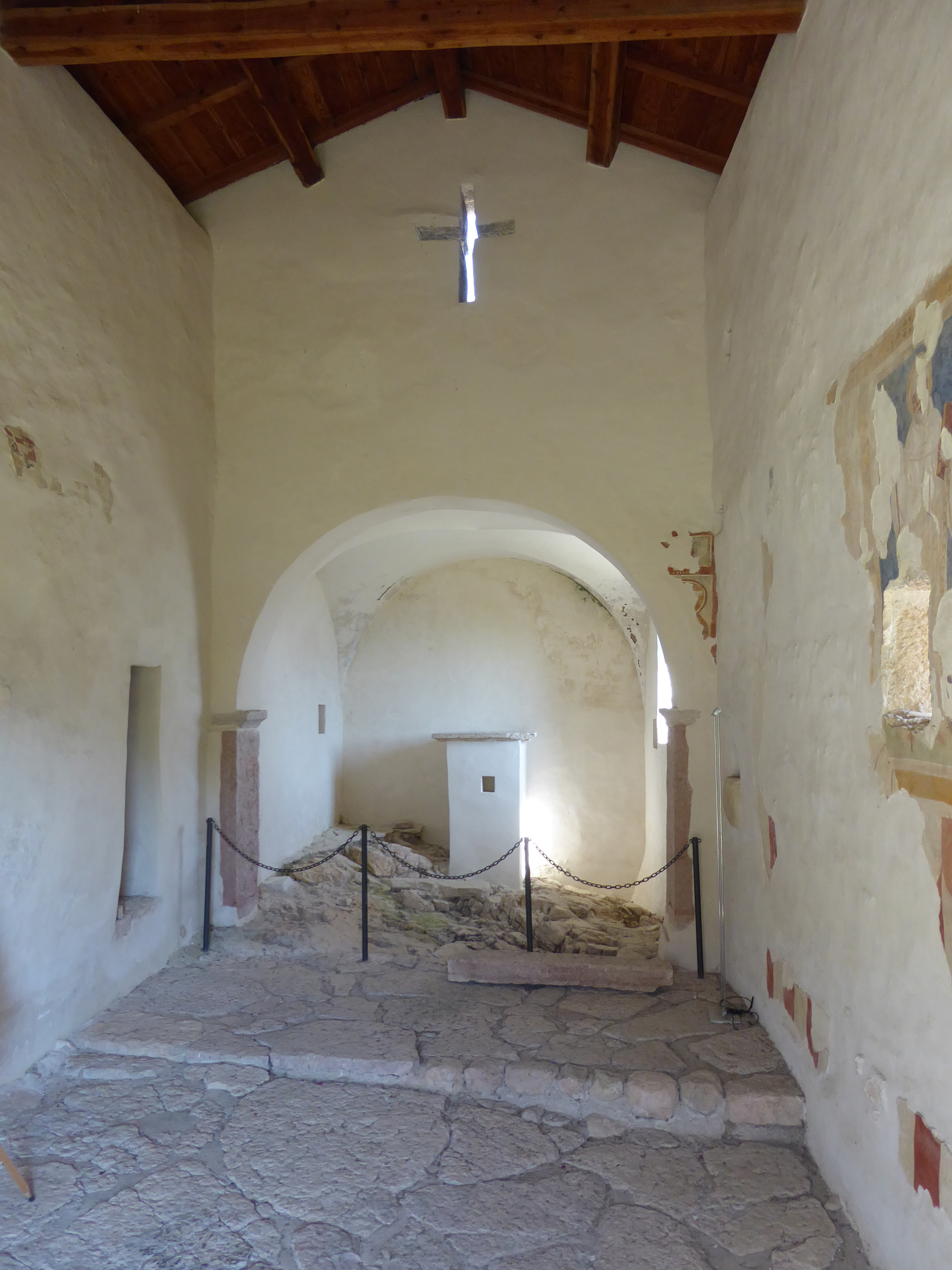
Interno

La chiesa è considerevolmente antica, e sorge su un luogo che era probabilmente frequentato già durante la preistoria. Un primo luogo di culto venne costruito tra il X e l'XI secolo: orientato regolarmente verso est, era una chiesa dotata di abside semicircolare allungata, con ingresso dal lato meridionale stretto tra due feritoie, affiancata da un campanile a nord e circondata da un cimitero (che rimase in uso almeno fino al Quattrocento); nel XII secolo, forse l'edificio venne ristrutturato murando l'ingresso a sud e aprendone uno nuovo ad ovest, pavimentando l'aula in battuto di malta e rialzando di un gradino il presbiterio. Nel corso del Duecento vi fu probabilmente una consacrazione, documentata da alcune croci affrescate riscoperte sulla parete meridionale.
Nel secolo successivo l'abside originaria venne atterrata, e sostituita dal presbiterio rettangolare tuttora presenta; contestualmente venne sopraelevata l'intera chiesa, così come il campanile, e steso un secondo ciclo di affreschi; un terzo seguì nel 1537. Dal Settecento comincia un periodo di fortuna altalenante per la chiesa: sono documentati alcuni lavori di manutenzione tra il 1683 il 1709 (anni di due visite pastorali), e si passa da tre messe all'anno nel 1750 a una soltanto nel 1827-39 (quando vi si celebravano le rogazioni tre giorni prima dell'Ascensione raggiungendola in processione); dopo un periodo di abbandono e profanazione, il tempio venne ristrutturato e ribenedetto nel 1861.
La volta e il campanile vennero danneggiati da una bomba nella prima guerra mondiale; nel 1920 tali danni furono riparati, e allo stesso tempo venne asportato a scopo conservativo un affresco raffigurante il martirio di sant'Agata, portato a Vienna e mai più restituito; il tetto crollò dopo una nevicata nel 1946-47, venendo dapprima ricostruito in economia dalla popolazione locale, e poi restaurato, insieme alle murature, nel 1948-49. Un altro restauro, promosso da Nicolò Rasmo, venne portato avanti nel 1970-75, accompagnato da scavi archeologici; l'ultima ristrutturazione risale al 2006-07, e al 2021 era stato approvato un nuovo intervento conservativo.

## Descrizione

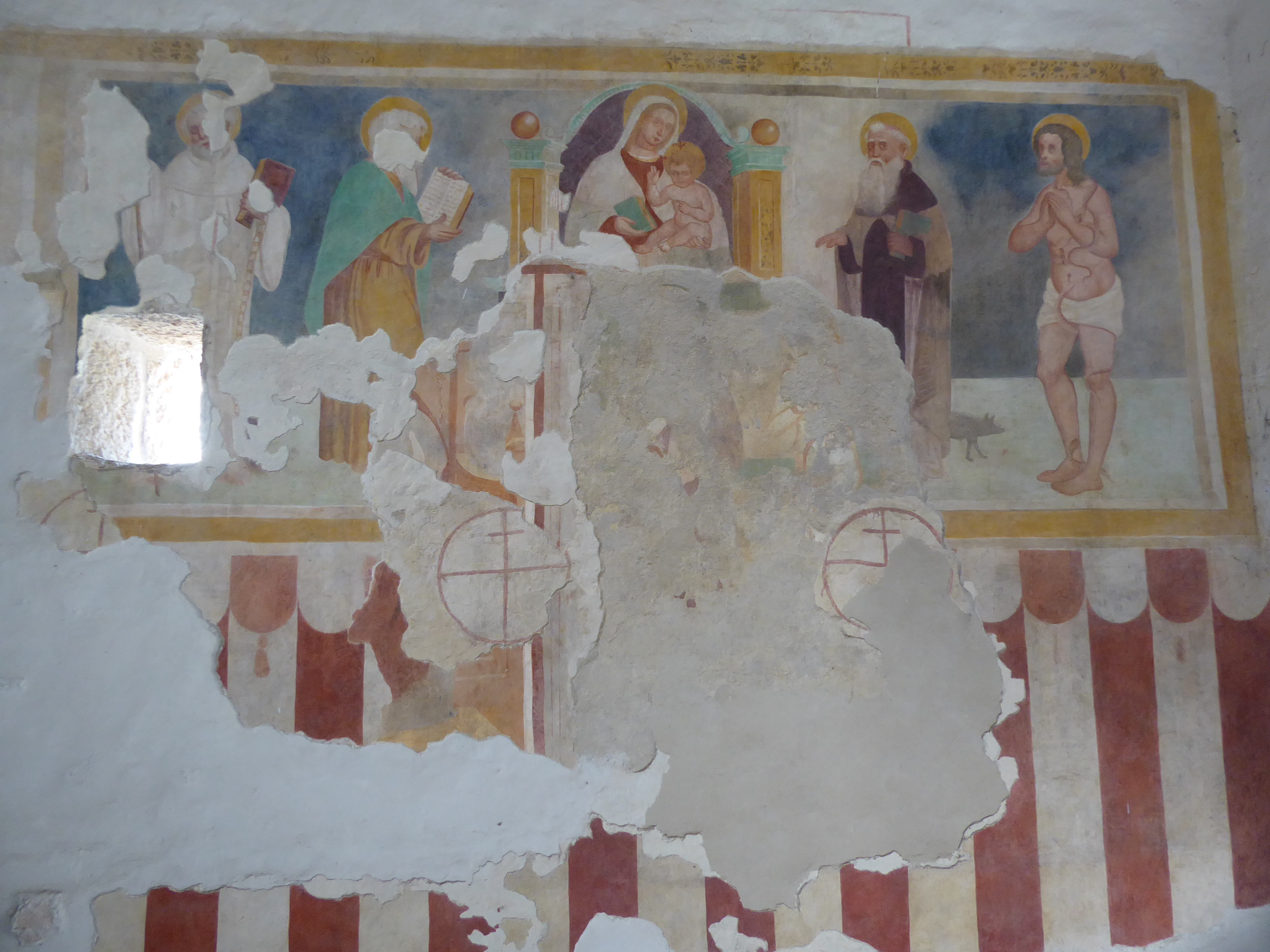
L'affresco della Madonna con santi sulla parete sinistra

La chiesa si trova presso Corniano, paese fantasma della Val di Gresta, abbandonato forse nel 1440 a seguito di rappresaglie veneziane, o forse a causa della peste del 1630. L'edificio sorge in posizione isolata, su un terrazzamento a circa 960 metri sul livello del mare.

### Esterno
La chiesa si presenta con facciata a capanna, parzialmente intonacata e con pietre a vista sfalsata ai lati; è aperta da un portale architravato rialzato di un gradino e decentrato verso destra, affiancato a sinistra da una finestrella quadrangolare, e da un'apertura a forma di croce greca in alto al centro, a cui fa a controparte una a forma di croce latina nella parete est della navata, sopra all'arco santo. La fiancata sinistra è cieca, mentre in quella destra si aprono una feritoia nella navata e una grande finestra quadrangolare nel presbiterio, oltre ad essere visibili i resti tamponati di un'altra feritoia e del portale d'accesso originario.
Il campanile, addossato al fianco sinistro in posizione arretrata, è a pianta quadrata, in pietra a vista, punteggiato da feritoie e buche pontaie, con cella campanaria aperta da quattro monofore centinate, sormontato da cuspide piramidale culminante con acroterio e croce apicale in ferro; l'accesso alla torre avviene da una porta all'interno della chiesa.
La chiesa è stata evidentemente costruita seguendo precisi calcoli astronomici, dato che all'alba del 5 febbraio, memoria di sant'Agata, la luce attraversa le due finestre a forma di croce, entrando dritta dalla quella sul retro e uscendo da quella sul fronte.

### Interno

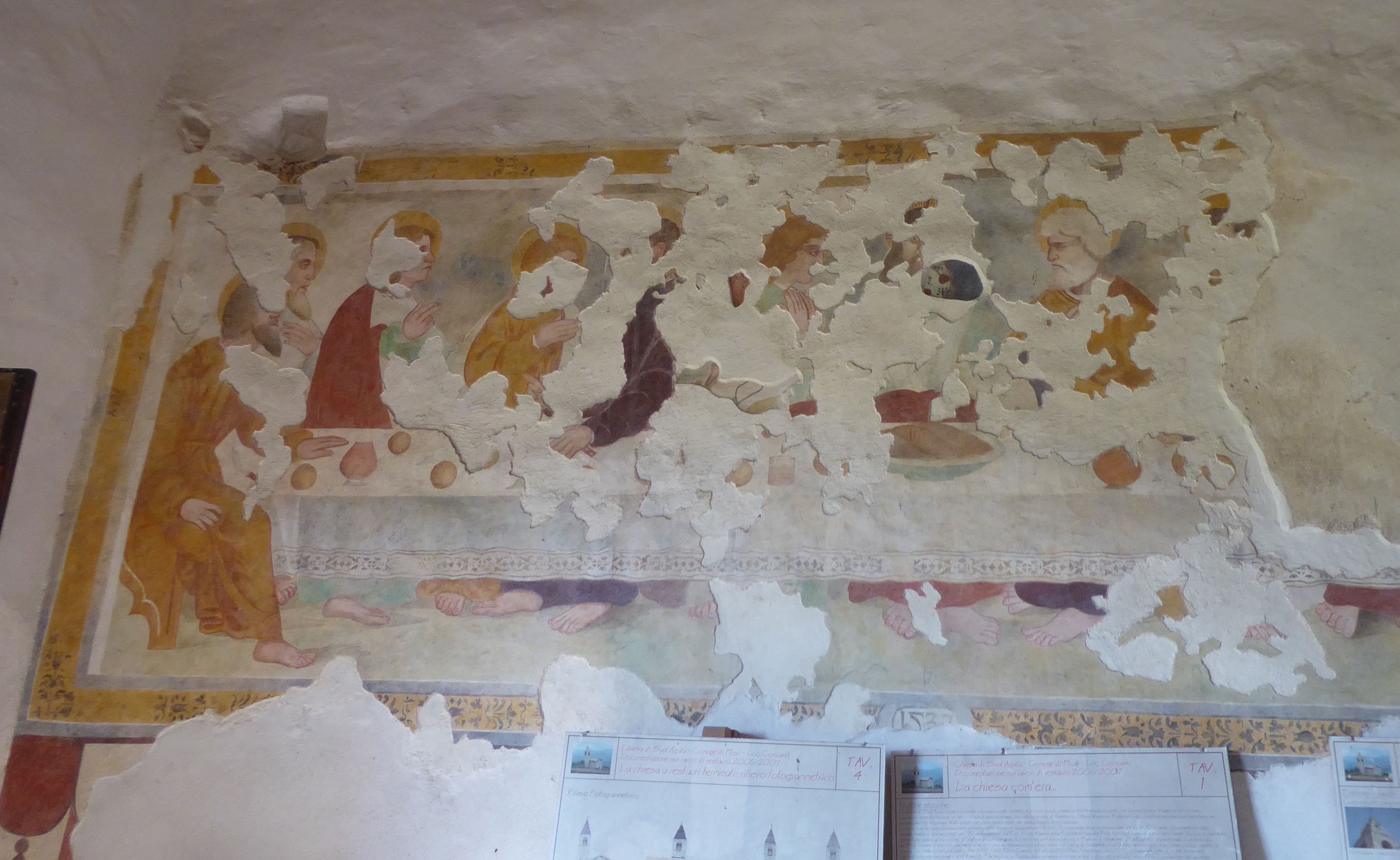
Resti di un'Ultima Cena cinquecentesca sulla parete destra

L'interno, più basso del piano stradale esterno e accessibile tramite una rampa di gradini in legno, è a navata unica, coperta da capriate lignee. Il presbiterio, molto più basso dell'aula e coperto da volta a botte unghiata, è introdotto da un arco santo a pieno centro sorretto da pilastri a base quadrata; è presente la mensa d'altare, consistente di una lastra in pietra posta su un sostegno in muratura emergente dalla parete di fondo; nel presbiterio resta visibile il piano pavimentale del X-XI secolo, e l'affioramento naturale della roccia. 
Le pareti sono in parte coperte da tre strati di affreschi frammentari, quello superiore cinquecentesco, sovrapposto ad uno quattrocentesco e infine ad uno duecentesco; è visibile un'Ultima Cena molto deteriorata sulla parete destra (datata 1537), e su quella sinistra una Madonna con santi, uno dei quali regge un libro su cui è leggibile un passo evangelico latino, riportato però non come si scrive bensì come si pronuncia, plausibilmente riportato dall'artista dietro dettatura.
Nella chiesa non vi è alcun tipo di arredo sacro; era presenta un'antica un'acquasantiera in pietra in stile preromanico incisa con figure geometriche, fitoformi e zooformi, conservata presso il museo diocesano di Trento, nonché un fonte battesimale, ora in casa privata a Pannone.